# Kasa (poetka)
Kasa no Iratsume (jap. 笠女郎 Kasa no Iratsume; zm. w VIII wieku) – japońska poetka tworząca w okresie Nara.
Informacji na temat Kasy jest bardzo niewiele i pochodzą one wyłącznie z Man’yōshū, antologii poezji powstałej około 780 r. Z poematów jej autorstwa zamieszczonych w Man’yōshū (według różnych źródeł od 24 do 29 utworów) można wywnioskować, że była nieszczęśliwie zakochana i prowadziła korespondencję z twórcą antologii Ōtomo no Yakamochim oraz że mieszkała w niezidentyfikowanej wsi o nazwie „Uchimi”.
Utwory Kasy wywarły wpływ na twórczość późniejszych autorów, w szczególności poetek Izumi Shikibu i Ono no Komachi.